# لبروس بالاني
لبروس بالاني أو عجوز البحر (الاسم العلمي: Labrus bergylta) (بالإنجليزية: ballan wrasse)‏ هو نوع من الأسماك يتبع جنس اللبروس من الفصيلة اللبروسية. وهو نوع من أنواع السمك قابل للأكل له شفاه ثخينة ويعيش في المياه الضحلة للشواطئ الصخرية. أقصى طول له هو 66 سم، وخلال السنوات الثماني الأولى من عمر عجوز البحر يكون أنثى ثم ما تلبث بعض منها أن تتحول إلى ذكور. وهي من الأطعمة الشعبية في شمال اسكتلندا وغرب إيرلندا.